# 楽しいのりもの百科
『楽しいのりもの百科』（たのしいのりものひゃっか）は、テレビ東京系列局で放送されたテレビ東京・日本記録センター共同制作のミニ番組である。制作局のテレビ東京では1982年3月1日から1985年12月27日まで放送。

## 概要
放送時間は、1982年3月から同年12月までは毎週月曜 - 金曜 18:54 - 19:00（JST）、1983年1月からは毎週月曜 - 金曜 18:25 - 18:30。5分間のミニ番組である。毎日世界中の様々な乗り物を紹介していた。ナレーションと提供読みは高山栄が担当した。
ソニーの一社提供番組で、オープニングにはソニー所有の自家用ジェット機であるダッソー ファルコン 900が富士山上空を飛ぶ映像が使われていた。
使われていた曲は、en:We're All Alone（ボブ・ジェームス）。

## 備考
この番組の放送期間中に、系列局のテレビ大阪とテレビ愛知とテレビせとうちが開局した。このうちテレビ大阪は、開局当日からスタートしており、この番組を同時ネットで放送していた。
| テレビ東京 平日18:54 - 19:00枠                                                          | テレビ東京 平日18:54 - 19:00枠                | テレビ東京 平日18:54 - 19:00枠 |
| 前番組                                                                                  | 番組名                                        | 次番組 |
| --------------------------------------------------------------------------------------- | --------------------------------------------- | --- |
| マンガのくに（第2期） （18:30 - 19:00） ※5分繰り上げ、当時は 『風船少女テンプルちゃん』 | 楽しいのりもの百科 （1982年3月 - 1982年12月） | マンガのくに（第2期） （18:30 - 19:00） ※5分繰り下げ、当時は 『樫の木モック』 |
| テレビ東京 平日18:25 - 18:30枠                                                          |                                               | |
| マンガのくに（第2期） （18:25 - 18:54） ※5分繰り下げ、当時は 『樫の木モック』           | 楽しいのりもの百科 （1983年1月 - 1985年12月） | 月：アニメ親子劇場（再） 火：香港カンフー ドラゴン少林寺 水：宇宙海賊キャプテンハーロック（再） 木：超時空要塞マクロス（再） （以上18:00 - 18:30） 金：ドキドキTV情報（番宣番組） （18:20 - 18:30） |